# Oecetis crassicornis
Oecetis crassicornis là một loài Trichoptera trong họ Leptoceridae. Chúng phân bố ở miền Ấn Độ - Mã Lai.